# Ілієнь (Муреш)
Ілієнь, Ілієні (рум. Ilieni) — село у повіті Муреш в Румунії. Входить до складу комуни Георге-Дожа.
Село розташоване на відстані 256 км на північний захід від Бухареста, 9 км на південь від Тиргу-Муреша, 79 км на південний схід від Клуж-Напоки, 122 км на північний захід від Брашова.

## Населення
За даними перепису населення 2002 року у селі проживали 395 осіб, з них 392 особи (99,2%) угорців. Рідною мовою 393 особи (99,5%) назвали угорську.